# Pallavolo Atripalda
La Pallavolo Atripalda è stata una società pallavolistica maschile italiana con sede ad Atripalda.

## Storia della società
Nel 1979 viene fondata da un gruppo di insegnanti di una scuola media di Atripalda, la Polisportiva Libertas Atripalda, un'associazione sportiva che si occupa di pallavolo a livello giovanile; a partire dal 1982 tale squadra partecipa ai campionati di prima divisione regionale e dal 1986 a quelli di Serie D.
Agli inizi degli anni novanta uno scossone societario porta alla formazione di due club ossia il Green Volley Club ed il Gruppo Sportivo Pallavolo Atripalda, che raccoglie l'eredità della Libertas continuando a partecipare al campionato di Serie D: nel 1992 la squadra raggiunge la Serie C2; tuttavia in seguito inizierà un lungo periodo di retrocessioni, che porterà il club nuovamente alla prima divisione.
Nel 2001 le due società si uniscono nuovamente sotto il nome originario, partecipando al campionato di Serie D. Una svoltà nella storia del club arriva nel 2009, quando, dopo aver cambiato nome in Pallavolo Atripalda e acquistato i diritti sportivi della Pallavolo Avellino, partecipa, nella stagione 2009-10 al campionato di Serie B1, concluso al secondo posto.
La stagione 2010-11 la squadra si conferma ad ottimi livelli e chiude al primo posto il proprio girone ottenendo la promozione diretta in Serie A2 e quindi l'esordio nel mondo della pallavolo professionistica.
La stagione 2011-12, la prima nel campionato cadetto, si rivela però sterile di risultati e complice il penultimo posto in classifica, retrocede prontamente in Serie B1; tuttavia l'acquisto del titolo sportivo del Volley Lupi Santa Croce, consente alla squadra di partecipare alla Serie A2 2012-13, durante la quale vince la Coppa Italia di categoria, primo trofeo per il club campano.
Per la stagione 2013-14 assume la denominazione Sidigas-HS Avellino. Il 4 dicembre 2013 viene ufficializzata l'esclusione dal campionato.

## Palmarès
- Coppa Italia di Serie A2: 1

2012-13